# モクスペ
モクスペ
1. 日本テレビ系列で2007年から2009年まで2年間、木曜19・20時台に編成された単発特番枠。本稿で詳述。
2. 山陽放送で2010年4月から5月まで、木曜19・20時台に編成されていたコンプレックス枠。19時台の『水野真紀の魔法のレストラン』（毎日放送制作）、20時台の『時短生活ガイドSHOW』（TBS制作）からなるが、週によっては両番組が休止され、TBSで同時間帯に放送されている『スパモク!!』と同内容となったり、毎日放送の『激闘プロ野球 〜猛虎魂〜』（野球中継）が放送されることもある。

『モクスペ』は、2007年4月12日から2009年3月26日まで日本テレビで毎週木曜19:00 - 20:54（JST）に放送された単発特別番組枠。
英語での番組名は「Special on Thursday」である。ロゴは「モク」と「スペ」の間に、星（☆）と「木」の字を組み合わせたものが表示されている。尚、タイトルの後ろに「!」は付かない。地方局ではこの枠をローカルの野球中継に差し替える場合がある（差し替えられた番組は後日ローカル枠で放送）。

## 概要
2007年春に行われた大改編に伴い木曜19 - 20時台に新設されたものであり、日本テレビでレギュラーの単発特別番組枠が設置されるのは、2004年9月に終了した土曜日の『THEスペシャル!』以来3年ぶり。また、木曜日に単発特別番組枠が設けられるのは、1994年3月に終了した『木曜スペシャル』以来13年振りである。それを記念してか、放送第1回の冒頭では、『アメリカ横断ウルトラクイズ』や『矢追純一UFOシリーズ』などといった、『木スペ』過去の名企画をダイジェスト放送した。
この枠確保に伴い、木曜19時・20時台の1時間番組2本分と火曜21時・22時台の2時間枠を交換。また、19時台の「天才!志村どうぶつ園」を土曜19時に移行。20時台の「くりぃむしちゅーのたりらリでイキます!!」に出演していたくりぃむしちゅーは火曜19時に移行し「未知の世界を撮りたい 驚き(秘)映像ハンター!ドリームビジョン」に出演した。
視聴率は概ね10%台前半で、プロ野球中継に比べればやや高い（ビデオリサーチ調べ・関東地区、2007年4 - 6月時点）が、番組内容によって多少の変動は見られた。最高視聴率は2007年10月25日放送回で17.6%。
2007年12月6日と12月13日、2008年12月11日と12月18日は、2週にわたり「FIFAクラブワールドカップ」に関する特番、2008年8月21日は「北京オリンピック中継」を放送したため休止した。
なお、読売テレビ制作の『鳥人間コンテスト』が2007年はこのモクスペ枠で放送されていたが、2008年は9月15日の19 - 20時台で放送の特番扱いだった。また同局制作の『ベストヒット歌謡祭』については2007年は特番扱いであったが、2008年は11月27日にモクスペ枠で放送された。
2009年4月6日より、平日19時台に生放送バラエティ番組『サプライズ』がスタートするのに伴い、本番組も3月一杯で終了した。また木曜20時台には、それまで金曜19時台に放送されていた『ぐるナイ』が枠移動し、放送されている。木曜日19時台の日本テレビ制作枠は『驚異の世界・ノンフィクションアワー』から当番組まで続いた。2010年1月より『SUPER SURPRISE』内の企画「ミリオンダイス」から再び日本テレビ制作となった。

## 単発特別番組枠復活へ
当番組終了を以て以後放送されていなかった日本テレビゴールデンタイムでの単発特別番組枠『金曜スーパープライム』が2010年10月から復活した。放送日は木曜日ではなく金曜日だが、これは19時台の『寿命をのばすワザ百科』と20時台の『太田総理…秘書田中。』が終了することに伴い、両番組枠を統合して放送されることになったためである。しかし、『金曜スーパープライム』も2012年3月23日に終了した。

## これまでに放送された内容

### 2007年
- 世界ウルトラ巨大生物 幻の人喰い獣を捕獲せよ（4月12日放送、「モクスペ」第1回放送）
- 衝撃リポート!!世界の怪奇現象・大追跡スペシャルV（5月17日放送）
- 泣いた笑った! ご対面あの人に会いたい（5月24日放送）
- 世界めちゃウマ食遺産（中京テレビ制作、6月7日放送）
- ガリレオの遺伝子（6月14日放送）
- ものまねバトル感謝祭!これぞ殿堂入り!最強ネタ傑作選（6月21日放送）
- 華麗なる美食家〜5人が美味い!と言ったら1000万円〜（6月28日放送）
- 衝撃報告!これは奇蹟なのか 世界ウルトラ超人伝説（7月5日放送）
- ダウンタウンvs魔術師Dr.レオン!! 絶対見破るぞ史上最強マジックSP（7月19日放送）
- ものまねバトル特別編 真夏の名曲 頂上決戦!（8月2日放送）
- 24時間テレビ30年分おいしい所全部見せます!（8月16日放送）
- 今夜は芸人が超本気!最強デュエット歌合戦（8月30日、11月22日放送）
- 第31回鳥人間コンテスト選手権大会（読売テレビ制作、9月6日放送）
- 志村けんのアイ〜ン旅 ゆかいな仲間と珍道中（9月20日放送）
- 謎を解け!まさかのミステリー（9月27日放送）
- Science Project 「UFOvs世界の科学者100人」（10月4日放送）
- 驚きの嵐!世紀の実験 学者も予測不可能SP（10月11日放送）
- 衝撃スクープ裏のウラ 全部ホンモノ最強版（10月25日放送）
- 勝手に秋祭り!芸能人の恥ずかし映像100連発（11月1日放送） - 『24時間テレビ』内深夜企画のスピンオフ番組
- 奇跡の生還! 九死に一生スペシャル（11月8日放送）
- 緊急出動!逃走車を追え 交通警察 秋の大捜査線（11月15日放送）
- 世界のすんごい1位と世界のすんごいビリを全部みせちゃいますスペシャル（11月29日放送）
- 大予言者 ジュセリーノ 未来からの警告スペシャル（12月20日放送）- 『FBI超能力捜査官』の特別版
- カジキを釣って4億円（12月27日放送）

### 2008年
- 世界MAXハンター（1月17日放送）
- 世界で発見! こんなのアリえねぇ!? ニッポン大賞（1月24日放送）
- 世界ウルトラ巨大生物 幻の人喰い獣を捕獲せよ2（1月31日放送）
- 地球の家なき子〜忘れられた3億人の子ども達〜（2月7日放送）
- 巨穴で女子アナ大絶叫 世界の洞くつベスト5（2月14日放送）
- 大統領は私が撃った!JFK事件45年目の衝撃（2月21日放送）
- ナイナイメモリー（2月28日、4月24日、10月23日放送）
- 世界ウルトラハンター（3月6日放送）
- 今夜は芸人が超本気!最強デュエット歌合戦（3月13日、7月17日放送）
- 冒険!感動!珍道中! 世界超豪華鉄道でGO!（4月10日放送）
- 衝撃スクープ裏のウラ 全部ホンモノ最強版（4月17日、11月20日放送）
- 芸能人6500人完全集計 クイズ!スター大図鑑（5月15日放送）
- 感動ドキュメンタリー「5年後、私は生きていますか?」（5月22日放送）
- 世界のエコファイター地球を救う 100の知恵 驚き!超テレビ大図鑑スペシャル（6月5日放送）
- 爆笑!にっぽん珍スクープ大賞 ウソのようなホント55連発（6月19日放送）
- 笑いの祭典 ゴールドステージ!!（6月26日、11月6日放送）
- コレって犯罪じゃない!?アタマに来るけど笑っちゃう!全国トホホなB級犯罪スペシャル（7月24日放送）
- ズームイン!!総力取材 オールスター絶叫マシーン!世界最新TOP30（7月31日放送）
- 恐怖!フシギ!本当に起きた有名人最恐実話スペシャル（8月7日放送）
- 劇場版アニメ・金田一少年の事件簿2〜殺戮のディープブルー〜（8月14日放送）
- 緊急出動!逃走車を追え 交通警察 真夏の大捜査線（9月4日放送）
- 小さな命を救え! 闘う4人の小児外科医たち（9月11日放送）
- 緊急検証!世紀の大予言スペシャル〜人類滅亡7の警告〜（9月18日放送）
- 奇跡の生還! 九死に一生スペシャル（9月25日放送）
- 世界ウルトラ巨大生物 幻の人食い獣を捕獲せよ3（10月2日放送）
- くりぃむ世界㊙特ダネ仰天そのウソ・ホント 〜トゥルーマン・ショー〜（読売テレビ制作、10月30日放送）
- 行列のできる芸能人通販王決定戦（11月13日放送）
- ベストヒット歌謡祭2008（読売テレビ制作、11月27日放送）
- 衝撃リポート!!世界の怪奇現象・大追跡スペシャルVI（12月4日放送）
- ズームイン!!SUPERNG投稿㊙映像150発クリスマス爆笑スペシャル（12月25日放送）

### 2009年
- 爆笑!にっぽん珍スクープ大賞2（1月15日放送）
- 紳助VS100人の子供達 親の知らない仰天世界ドキドキ初体験SP（1月22日放送）
- 絶対に遭遇したくない危険生物 COUNT DOWN 50（1月29日放送）
- 今夜見逃したら2度と見られない!? 世界の激レア映像大公開!!X/365シアター（中京テレビ制作、2月5日放送）
- うれし恥ずかし!恋のご対面 芸能人の元彼&元カノ大集合（2月12日放送）
- 悪いヤツらを眠らせるな!特命記者スクープ激撮スペシャル（2月19日放送）
- 史上最強映像大集合!超ト～ンデモナイ衝撃映像大放出SP（2月26日放送）
  - UFO、ミイラ、ピラミッド建設プロジェクト、動物10連発、ガッツ石松世界タイトルマッチ（3度目）、Mr.マリック超魔術、引田天功大脱出、ユリ・ゲラーの超能力、宜保愛子、元祖どっきりカメラ、鳥人間コンテスト、欽ちゃんの仮装大賞、人文字コンテスト、アメリカ横断ウルトラクイズ、チョモランマ頂上からの中継、さよならミスタージャイアンツ（長嶋茂雄）など
- 衝撃スクープ裏のウラ 全部ホンモノ超最強セレクション（3月5日放送）
- 元祖・裏ワザ大復活!伊東家の食卓たまりましたよ!最新最強の裏ワザSP（3月26日放送、「モクスペ」最終回）

## ネット局
| 放送対象地域   | 放送局                    | 系列                           | 放送日時           |
| -------------- | ------------------------- | ------------------------------ | ------------------ |
| 関東広域圏     | 日本テレビ（NTV） 制作局  | 日本テレビ系列                 | 木曜 19:00 - 20:54 |
| 北海道         | 札幌テレビ（STV）         | 日本テレビ系列                 | 木曜 19:00 - 20:54 |
| 青森県         | 青森放送（RAB）           | 日本テレビ系列                 | 木曜 19:00 - 20:54 |
| 岩手県         | テレビ岩手（TVI）         | 日本テレビ系列                 | 木曜 19:00 - 20:54 |
| 宮城県         | ミヤギテレビ（MMT）       | 日本テレビ系列                 | 木曜 19:00 - 20:54 |
| 秋田県         | 秋田放送（ABS）           | 日本テレビ系列                 | 木曜 19:00 - 20:54 |
| 山形県         | 山形放送（YBC）           | 日本テレビ系列                 | 木曜 19:00 - 20:54 |
| 福島県         | 福島中央テレビ（FCT）     | 日本テレビ系列                 | 木曜 19:00 - 20:54 |
| 山梨県         | 山梨放送（YBS）           | 日本テレビ系列                 | 木曜 19:00 - 20:54 |
| 新潟県         | テレビ新潟（TeNY）        | 日本テレビ系列                 | 木曜 19:00 - 20:54 |
| 長野県         | テレビ信州（TSB）         | 日本テレビ系列                 | 木曜 19:00 - 20:54 |
| 静岡県         | 静岡第一テレビ（SDT）     | 日本テレビ系列                 | 木曜 19:00 - 20:54 |
| 富山県         | 北日本放送（KNB）         | 日本テレビ系列                 | 木曜 19:00 - 20:54 |
| 石川県         | テレビ金沢（KTK）         | 日本テレビ系列                 | 木曜 19:00 - 20:54 |
| 福井県         | 福井放送（FBC）           | 日本テレビ系列／テレビ朝日系列 | 木曜 19:00 - 20:54 |
| 中京広域圏     | 中京テレビ（CTV）         | 日本テレビ系列                 | 木曜 19:00 - 20:54 |
| 近畿広域圏     | 読売テレビ（ytv）         | 日本テレビ系列                 | 木曜 19:00 - 20:54 |
| 鳥取県・島根県 | 日本海テレビ（NKT）       | 日本テレビ系列                 | 木曜 19:00 - 20:54 |
| 広島県         | 広島テレビ（HTV）         | 日本テレビ系列                 | 木曜 19:00 - 20:54 |
| 山口県         | 山口放送（KRY）           | 日本テレビ系列                 | 木曜 19:00 - 20:54 |
| 徳島県         | 四国放送（JRT）           | 日本テレビ系列                 | 木曜 19:00 - 20:54 |
| 香川県・岡山県 | 西日本放送（RNC）         | 日本テレビ系列                 | 木曜 19:00 - 20:54 |
| 愛媛県         | 南海放送（RNB）           | 日本テレビ系列                 | 木曜 19:00 - 20:54 |
| 高知県         | 高知放送（RKC）           | 日本テレビ系列                 | 木曜 19:00 - 20:54 |
| 福岡県         | 福岡放送（FBS）           | 日本テレビ系列                 | 木曜 19:00 - 20:54 |
| 長崎県         | 長崎国際テレビ（NIB）     | 日本テレビ系列                 | 木曜 19:00 - 20:54 |
| 熊本県         | くまもと県民テレビ（KKT） | 日本テレビ系列                 | 木曜 19:00 - 20:54 |
| 鹿児島県       | 鹿児島読売テレビ（KYT）   | 日本テレビ系列                 | 木曜 19:00 - 20:54 |

## スタッフ
- プロデューサー：磯野太、川添武明、大山恭平
- 広報：立柗典子
- 調査：玉造昌和
- 製作著作：日本テレビ